# Geoffrey Gurrumul Yunupingu
Geoffrey Gurrumul Yunupingu, noto anche con lo pseudonimo di Dr G Yunupingu (22 gennaio 1971 – 25 luglio 2017), è stato un cantautore, musicista e polistrumentista australiano.

## Biografia
Australiano aborigeno, è nato su Elcho Island. Cieco dalla nascita, non ha mai imparato il Braille, né usava un cane-guida o un bastone. Nonostante fosse un mancino, suonava la chitarra destrorsa tenendola al contrario. Cantava in diverse lingue, soprattutto in Yolŋu Matha, ma anche in Gälpu, Gumatj, Djambarrpuynu e inglese.
Sebbene la sua carriera solista gli abbia portato i maggiori consensi, era anche membro di due gruppi, ossia Yothu Yindi e Saltwater Band.
Il suo primo album solista è uscito nel 2008. Il suo secondo album Rrakala (2011) ha venduto oltre mezzo milione di copie in tutto il mondo.
Nel 2012 è stato uno dei cantanti che hanno contribuito al singolo commemorativo Sing di Gary Barlow, realizzato in occasione del Giubileo di diamante di Elisabetta II del Regno Unito da diversi artisti provenienti dal Commonwealth.
Nel 2013 si è unito a Delta Goodrem per interpretare Bayini in una puntata della seconda stagione di The Voice - Australia.
Nel 2013 ha pubblica l'album dal vivo His Life and Music, registrato con la Sydney Symphony Orchestra presso la Sydney Opera House.
Nel luglio 2015 ha pubblicato il suo terzo album in studio The Gospel Album.
È deceduto all'età di 46 anni in un ospedale di Tiwi, sobborgo di Darwin. Da diverso tempo soffriva di malattie del fegato e dei reni.
Nell'aprile 2018 è uscito postumo il suo quarto album in studio Djarimirri. È stato anche duffuso un film sulla sua vita dal titolo Gurrumul, diretto da Paul Damien Williams.

## Discografia

### Album in studio
- 2008 - Gurrumul
- 2011 - Rrakala
- 2015 - The Gospel Album
- 2018 - Djarimirri

### Album dal vivo
- 2010 - Live in Darwin, Australia
- 2013 - His Life and Music (con la Sydney Symphony Orchestra)

### Raccolte
- 2021 - The Gurrumul Story

## Premi
- ARIA Music Awards
  - 2008 - "Independent Release" (Gurrumul)
  - 2008 - "Best World Music Album" (Gurrumul)
  - 2011 - "Best World Music Album" (Rrakala)
  - 2014 - "Best World Music Album" (His Life and Music)
  - 2014 - "Best Original Soundtrack Cast Album" (His Life and Music)
  - 2015 - "Best World Music Album" (The Gospel Album)
- NAIDOC Award
  - 2016 - "Artist of the Year"